# SORA – Specific Operational Risk Assessment für Drohnen
SORA (Specific Operations Risk Assessment) ist eine Risikoanalyse für den Einsatz von unbemannten Flugsystemen (zivilen Drohnen). SORA ist eine Entwicklung der Joint Authorities for Rulemaking on Unmanned Systems, kurz JARUS. JARUS ist ein internationales Expertengremium, in dem auch Deutschland vertreten ist. Anfang August 2017 wurde die erste Version des internationalen SORA veröffentlicht. SORA wird als mehrstufiger Prozess der Risikobewertung genutzt und soll der Verbesserung der Sicherheit durch den Einsatz von Drohnen bewirken.
In dem Risikomanagement werden gem. EASA folgende Kriterien berücksichtigt:
- Einsatzgebiet;
- Luftraum;
- Luftfahrtsystem;
- Einsatzzweck und
- Kenntnisse des Steuerers.[3][4]

## Nutzen von SORA
Das Risikomanagement dient der Identifizierung und Eindämmung von Gefahren für:
- Personen am Boden
- anderem Luftverkehr
- kritischer Infrastruktur[4]

Diese drei Gefahren haben sich als typische Gefahren für das Szenario „Drohneneinsatz außer Kontrolle“ erwiesen. Mittels angemessenen Maßnahmen sollen die Ursachen des Eintritts vermieden werden und bei einem Eintritt die Auswirkungen abgeschwächt werden. Hierdurch soll ein sicherer Betrieb von unbemannten Fluggeräten sichergestellt  und eine tödliche Kollision mit Personen am Boden, Luftverkehr oder kritischer Infrastruktur vermieden werden.

## Prozess von SORA international
SORA erfolgt im internationalen Entwurf nach einem festen Schema:
Schritt #0: Überprüfung der Notwendigkeit; Ist der Betrieb erlaubnisfähig oder ggf. erlaubt
Schritt #1: Erstellung des ConOps („Betreiberkonzept“); Infos zum Betrieb, Personal, Erfahrungen, Qualifikationen,  Luftfahrtsysteme, Instandhaltung und Standardverfahren.
Schritt #2: Ermittlung der Ground Risk Class (GRC) von definierten Kriterien (Bewohntes Gebiet oder Peripherie, Menschenansammlung usw.)
Schritt #3: Schadensmilderung GRC durch bspw. Fallschirm oder Geofencing
Schritt #4: Bestimmung der Tödlichkeit
Schritt #5: Bestimmung des SAIL; Präventivmaßnahmen zur Minimierung von Schäden
Schritt #6: Bestimmung der Airspace Encounter Category (AEC)
Schritt #7: Bestimmung der Air Risk Class (ARC); Lufträume und Dichte der Flugbewegungen
Schritt #8: Schadensmilderung ARC
Schritt #9: Effektivitätsnotwendigkeit der Maßnahmen definieren
Schritt #10: Ermittlung der empfohlenen Präventivmaßnahmen nach höherem Wert von GRC oder ARC
Schritt #11: Überprüfung der Durchführbarkeit
Schritt #12: Begründung der Robustheit der gewählten Präventivmaßnahmen

## SORA-Risikobewertung
Die SORA-Methode (Specific Operations Risk Assessment) umfasst einen zehnstufigen Prozess zur Bewertung der Risiken von geplanten Drohneneinsätzen. Die ersten Schritte beschreiben das Betriebskonzept und bewerten die potenziellen Risiken am Boden und in der Luft.
Bei der Bestimmung des Risikos am Boden wird untersucht, welche Gefahren für Menschen im Falle eines Unfalls oder einer Fehlfunktion einer Drohne bestehen. Faktoren wie die Bevölkerungsdichte, die Art des Betriebs (Sichtlinie vs. außerhalb der Sichtlinie), die Spezifikationen der Drohne und die angewandten Maßnahmen zur Risikominderung beeinflussen die Bewertung des Risikos am Boden.
Die Risikobewertung in der Luft konzentriert sich auf die Wahrscheinlichkeit von Begegnungen mit bemannten Luftfahrzeugen innerhalb des betrieblichen Luftraums. Dabei werden die Dichte des konventionellen Luftverkehrs in der Region und etwaige bordeigene Detektions- und Vermeidungsfähigkeiten oder strategische Abhilfemaßnahmen berücksichtigt.
Durch die Integration der Restrisiken am Boden und in der Luft berechnet der SORA-Prozess mit Hilfe der SAIL-Kennzahl (Specific Assurance and Integrity Level) einen intrinsischen Risikowert für den Betrieb. Eine höhere SAIL-Zahl steht für ein größeres potenzielles Risiko. Das SAIL wird zwischen I und VI definiert.
Nach der Festlegung des SAIL muss der Betreiber die Einhaltung von 24 betrieblichen Sicherheitszielen (OSO) nachweisen, die je nach SAIL variieren. Für einen Betrieb mit höherer SAIL und höherem inhärenten Risiko ist ein strengerer Nachweis der Einhaltung erforderlich.
Schließlich werden die Risiken für den angrenzenden Luftraum bewertet, um Ausfälle einzudämmen, und der Betreiber muss nachweisen, dass angemessene Schutzvorkehrungen getroffen wurden, um den Betrieb innerhalb des genehmigten Betriebsvolumens zu halten.

## Risikomanagement in Deutschland
SORA ist ein Bestandteil des Verfahrens zur Risikobewertung, das für die Beantragung einer Betriebsgenehmigung in Deutschland notwendig ist, entsprechend AMC1 zu Artikel 11 der IR (EU) 2019/947, da Deutschland Mitglied der EASA ist.
Für den Betrieb einer Drohne in der Kategorie „besonders“ in Deutschland ist eine Betriebserlaubnis für unbemannte Luftfahrtsysteme (UAS) erforderlich. Diese richtet sich nach dem Wohn- oder Firmensitz des Betreibers. Betreiber, die im Luftfahrt-Bundesamt (LBA) registriert sind und in bestimmten Bundesländern ansässig sind, können die Erlaubnis direkt beim LBA beantragen. In anderen Fällen sind die Landesluftfahrtbehörden für die Genehmigungen zuständig. Für die Erteilung der Lizenzen sind Betriebshandbücher notwendig, und es muss eine Risikobewertung vorgelegt werden. Hierfür kann entweder eine SORA (Spezifische Betriebsrisikobewertung für Drohnen) oder eine PDRA (Vordefinierte Risikobewertung) dem Antrag beigefügt werden.

## Risikomanagement in der Schweiz; GALLO
Der Ursprung von SORA dürfte in der bereits 2014 veröffentlichten Guidance for an Authorisation for Low Level Operation of RPAS (kurz GALLO) liegen. Das Schweizer Risikomanagement dient der Erstellung eines Betriebshandbuches mit relevanten Daten zum Betrieb, den Piloten und den Einsätzen und entspricht inhaltlich in vielen Punkten dem ConOps vom internationalen SORA.

## Risikomanagement im Vereinigten Königreich
Im Vereinigten Königreich hat die britische Zivilluftfahrtbehörde (CAA) die SORA-Methode bisher nicht übernommen. Sie beteiligt sich jedoch über die Joint Authorities for Rulemaking on Unmanned Systems (JARUS) an der Entwicklung von SORA-Standards. Auch wenn SORA in Großbritannien noch keine verpflichtende Anforderung darstellt, ermutigt die CAA britische Betreiber dazu, Feedback zum neuesten Entwurf des SORA-Rahmenwerks abzugeben. Die CAA plant, SORA nach weiteren Aktualisierungen und der endgültigen Fertigstellung offiziell als akzeptiertes Verfahren für die Erteilung von Genehmigungen für den kommerziellen Drohnenbetrieb einzuführen, und dies in Übereinstimmung mit europäischen Vorschriften.

## Risikomanagement in Kanada
In Kanada hat Transport Canada die SORA-Methode genutzt, um einen standardisierten Weg für die Bewertung und Minimierung von Risiken zu schaffen, die mit dem Betrieb von mittelgroßen Drohnen und BVLOS-Operationen (Beyond Visual Line of Sight) mit geringerem Risiko verbunden sind. Mehr als 190 Sonderflugbetriebsgenehmigungen (Special Flight Operations Certificates, SFOCs) für BVLOS-Operationen mit geringerem Risiko wurden unter Anwendung der SORA-Methode von Transport Canada genehmigt.

## Risikomanagement in Australien
In Australien wurde die SORA-Methode (Specific Operations Risk Assessment) zur Bewertung der Risiken, die mit Drohnenoperationen verbunden sind, eingeführt. Seit 2017 nutzt Australien SORA als Teil des Genehmigungsverfahrens für Drohnenbetrieb Beyond Visual Line of Sight (BVLOS). Betreiber, die eine BVLOS-Genehmigung beantragen, müssen Unterlagen vorlegen, die auf einer SORA-Analyse basieren. Dies erfordert, dass sie sich mit den JARUS-Richtlinien für SORA vertraut machen und einen spezifischen Risikobewertungsprozess durchführen.

## Risikomanagement in Neuseeland
In Neuseeland hat die Zivilluftfahrtbehörde SORA als informelles Werkzeug zur Bewertung von Genehmigungsanträgen für den „komplexen“ Betrieb von unbemannten Luftfahrtsystemen (UAS) adaptiert. Sie zeigt sich ebenfalls offen für die Berücksichtigung anderer Risikobewertungsmethoden.

## Einsätze

### Drohnen für Lichtshows
Die Anwendung der SORA-Methode bei komplexen Drohneneinsätzen wurde unter anderem bei Drohnen-Lichtshows in Europa und Asien demonstriert. Diese Veranstaltungen benötigen eine exakte Kontrolle über Hunderte oder sogar Tausende von Drohnen gleichzeitig, was strenge Sicherheitsbewertungen und Risikominderungsstrategien erfordert.
Im Mai 2023 veranstaltete Groupe F die Drohnen-Lichtshow „Feu ô Lac“ über dem Genfersee, bei der 1350 Drohnen eingesetzt wurden. Die Show fand über dem Genfersee statt und benötigte eine Genehmigung nach EU-Drohnenvorschriften für Operationen in dicht besiedelten städtischen Gebieten und in stark frequentierten Lufträumen. Es war eine der bis dato größten Drohnen-Lichtshows in Europa.

### Drohnenlieferungen
Die SORA-Methode (Specific Operations Risk Assessment) hat fortschrittliche Drohnenlieferdienste für Unternehmen wie RigiTech und Matternet ermöglicht. Die Eiger-Drohne von RigiTech, die Windturbinenteile 20 Meilen vor der Küste auslieferte, ohne zu landen, demonstrierte die Möglichkeit des Langstreckentransports. Zudem führte RigiTech tägliche medizinische Lieferungen in Frankreich durch, bei denen Drohnen für Flüge beyond visual line of sight (BVLOS) eingesetzt wurden, was die Lieferzeiten für Proben zwischen Laboren erheblich verkürzte.
Matternet erhielt vom deutschen Luftfahrt-Bundesamt die Erlaubnis, in Berlin BVLOS-Drohnenflüge durchzuführen, um das Labor Berlin mit 13 Krankenhäusern für den Transport zeitkritischer Proben zu verbinden.
Die Wirksamkeit von SORA bei der Genehmigung innovativer Operationen wird ebenfalls durch die Zulassung der australischen OVRL (Operator’s Vehicle Remote License) für den Einsatz von Drohnen mit ParaZero-Fallschirmsystemen über bewohnten Gebieten verdeutlicht, eine Genehmigung, die von der Civil Aviation Safety Authority (CASA) erteilt wurde.

## JARUS SORA-Rahmen
Die Europäische Agentur für Flugsicherheit (EASA) hat SORA (Specific Operations Risk Assessment) als akzeptables Mittel zur Erfüllung der Anforderungen des Artikels 11 der Verordnung (EU) 2019/947 anerkannt.
Die JARUS SORA ist eine risikobasierte Methodik für den Betrieb von Drohnen, entwickelt von den Joint Authorities for Rulemaking of Unmanned Systems (JARUS). JARUS setzt sich aus internationalen Luftfahrtregulierungsbehörden zusammen, deren Ziel es ist, gemeinsame Vorschriften und Leitlinien für unbemannte Luftfahrtsysteme zu erstellen.
Die SORA-Methodik von JARUS klassifiziert Drohnenbetrieb in sechs unterschiedliche Risikokategorien, bekannt als SAIL (Specific Assurance and Integrity Levels). Bei der Festlegung der SAIL-Stufe werden verschiedene Faktoren berücksichtigt, darunter potenzielle Risiken am Boden und in der Luft, die kinetische Energie der Drohne und verfügbare Schutzmaßnahmen wie Fallschirme oder Geofencing-Funktionen. Basierend auf dem zugeteilten SAIL-Level werden passende Sicherheitsziele und Konformitätsanforderungen festgelegt, die dem jeweiligen Risikograd entsprechen.

## Internationale Übernahme von SORA
Die SORA-Methode (Specific Operations Risk Assessment) für Genehmigungsverfahren im Drohnenbetrieb wurde von verschiedenen Ländern weltweit übernommen, darunter Kanada, Australien, Neuseeland und die Europäische Union, entweder in ihrer ursprünglichen Form oder in angepasster Version. Weitere Länder wie Brasilien, Israel und Südafrika befinden sich in der Phase der Übernahme von SORA.

## Bedenken bezüglich der Umsetzung von SORA
Die umfassende Implementierung der ursprünglichen Version von SORA hat weltweit viele Drohneneinsätze ermöglicht. Jedoch führten unterschiedliche Interpretationen der SORA-Anforderungen zwischen Antragstellern, Betreibern und Luftfahrtbehörden zu Problemen. Dies hat Bereiche hervorgehoben, in denen eine präzisere Ausdrucksweise in SORA dazu beitragen könnte, Missverständnisse und Unwirtschaftlichkeit zu vermeiden.
Die erste Version von SORA, die von verschiedenen Luftfahrtbehörden angenommen wurde, war SORA 2.0, veröffentlicht im Jahr 2019. Die aktualisierte Version, JARUS SORA 2.5, strebt eine verbesserte Konsistenz in der Anwendung des Rahmens zwischen verschiedenen Staaten und Behörden an. Sie zielt darauf ab, die Bewertungselemente von SORA quantitativer zu gestalten und die Verständlichkeit für komplexe Operationen, wie Hochgeschwindigkeitsflüge von Drohnen in städtischen Gebieten, zu erhöhen. Die Überarbeitungen sollen letztlich dazu beitragen, die Risikomanagementpraktiken für verschiedene Aktivitäten unbemannter Luftfahrzeuge international zu vereinheitlichen.

## Belege
1. 1 2 3 4  JARUS: JARUS guidelines on Specific Operations Risk Assessment (SORA) V 1.0. 1. Auflage.
2. 1 2  Maximilian Beck: SORA - Das Risikomanagement für Drohnen. In: Jens Rosenow (Hrsg.): DROHNEN Magazin. Band 4. AEROMEDIA Verlag GmbH & Co.KG, Berlin 2017, S. 52–54.
3. ↑  Maximilian Beck: Dr. Drohne: Die Drohnen-Verordnung: Bewertung geplanter Normen zur Regulierung ziviler Drohnen anhand von ökonomischen Interessen und gesellschaftlichen Risiken. 2. Auflage. Books on Demand, Norderstedt 2017, ISBN 978-3-7431-9450-2.
4. 1 2  European Aviation Safety Agency: Introduction of a regulatory framework for the operation of unmanned aircraft. Hrsg.: European Aviation Safety Agency. 18. Dezember 2015.
5. ↑  JARUS: SORA Annex C V 1.0.
6. 1 2  10 tips to rapidly obtain a SORA authorisation - UASolutions Sàrl. 8. September 2021, abgerufen am 28. Februar 2024 (britisches Englisch).
7. 1 2 3  Specific Operations Risk Assessment (SORA). 28. September 2022, abgerufen am 28. Februar 2024 (englisch).
8. ↑  Der Senator für Wirtschaft, Arbeit und Häfen Freie Luftfahrtbehörde; Freie Luftfahrtbehörde Hansestadt
Bremen: Antrag auf Erteilung einer Erlaubnis oder Zulassung zum Betrieb von Unbemannten Luftfahrtsystemen (UAS). (PDF) Archiviert vom Original (nicht mehr online verfügbar) am 14. Oktober 2017; abgerufen am 6. Oktober 2017.  Info: Der Archivlink wurde automatisch eingesetzt und noch nicht geprüft. Bitte prüfe Original- und Archivlink gemäß Anleitung und entferne dann diesen Hinweis.
9. ↑  Easy Access Rules for Unmanned Aircraft Systems - Revision from September 2022. 28. September 2022, abgerufen am 22. Februar 2024 (englisch).
10. ↑  Betriebsgenehmigungen. In: iba.de. Abgerufen am 22. Februar 2024.
11. ↑  Betriebsgenehmigung für unbemannte Luftfahrzeuge (UAS) in der Betriebskategorie "speziell" beantragen - Verwaltungsportal Hessen. Abgerufen am 22. Februar 2024.
12. ↑  Federal Office for Civil Aviation FOCA, Switzerland.: Guidance for an Authorisation for Low Level Operation of RPAS. 1. Auflage. 2014.
13. ↑  News for remote pilots. Civil Aviation Authority, abgerufen am 28. Februar 2024.
14. ↑  Transport Canada: Advisory Circular (AC) No. 903-002. 9. Juli 2021, abgerufen am 28. Februar 2024 (kanadisches Englisch).
15. ↑  Public Works and Government Services Canada Government of Canada: Canada Gazette, Part 1, Volume 157, Number 25: Canada Gazette, Part I, Volume 157, Number 25: Regulations Amending the Canadian Aviation Regulations (RPAS – Beyond Visual Line-of-Sight and Other Operations). 24. Juni 2023, abgerufen am 28. Februar 2024.
16. ↑  Australian Government: Apply for beyond visual line-of-sight approvals. In: https://www.casa.gov.au/. 15. Dezember 2023, abgerufen am 28. Februar 2024.
17. ↑  Civil Aviation Safety Authority: AU-STS 7: Applicant Response. BVLOS Operations in Remote Australian Airspace (400 ft to below 5,000 ft). 1. August 2021, abgerufen am 28. Februar 2024.
18. ↑  Civil Aviation Safety Authority: Standard Scenario Application and Documents - Guidance Material. 1. August 2021, abgerufen am 28. Februar 2024.
19. ↑  Part 91 General Operating and Flight Rules | aviation.govt.nz. Abgerufen am 28. Februar 2024 (britisches Englisch).
20. ↑  Applying for a Part 102 certificate. In: aviation.govt.nz. Abgerufen am 28. Februar 2024 (britisches Englisch).
21. ↑  Making sparks fly: introducing the geocaging technology that keeps Groupe F’s pyro-drones in exactly the right place! In: Thales Aerospace Blog. 12. Juli 2023, abgerufen am 1. März 2024 (französisch).
22. ↑  Jack Daleo: Swiss Firm RigiTech Enables Drone Delivery—Without a Landing or Takeoff. In: FLYING Magazine. 3. Juli 2023, abgerufen am 1. März 2024 (amerikanisches Englisch).
23. ↑  Philip Butterworth-Hayes, Jenny Beechener: Rigitech launches daily beyond visual line of sight medical deliveries in France. In: Unmanned airspace. 7. März 2023, abgerufen am 1. März 2024 (amerikanisches Englisch).
24. ↑  Matternet Granted Authorization for BVLOS Drone Delivery Operations in Berlin. In: Inside Unmanned Systems. 2. Januar 2024, abgerufen am 1. März 2024 (amerikanisches Englisch).
25. ↑  Australian Regulator Approves First Commercial Drone Flights. In: Geospatial World. 10. Oktober 2023, abgerufen am 1. März 2024 (amerikanisches Englisch).
26. ↑  Acceptable Means of Compliance (AMC) and Alternative Means of Compliance (AltMoC). Abgerufen am 1. März 2024 (englisch).
27. 1 2  JARUS SORA: Simplifying Drone Operations. 27. März 2023, abgerufen am 1. März 2024 (britisches Englisch).
28. 1 2  Shelley, A. V.: Ground Risk Model for UAVs. 10(1), 1 Auflage. International Journal of Aviation, Aeronautics, and Aerospace, 2023.